# Ein Lied für Neapel
Trotz des schlechten Abschneidens von Nora Nova beim Eurovision Song Contest 1964 (sie wurde mit null Punkten Letzte) fand auch zum Eurovision Song Contest 1965 eine deutsche Vorentscheidung statt. Die Sendung Ein Lied für Neapel wurde moderiert von Henno Lohmeyer.
| Platz | Startnr. | Interpret       | Lied Musik (M) und Text (T)                         | Punkte |
| ----- | -------- | --------------- | --------------------------------------------------- | ------ |
| 1.    | 1        | Ulla Wiesner    | Paradies, wo bist du? M: Hans Blum; T: Barbara Kist | 8      |
| 2.    | 3        | Angelina Monti  | Robertino M/T: Günther Sonnborn                     | 2      |
| 3.    | 5        | Nana Gualdi     | Wunder, die nie geschehen M/T: Jupp Schmitz         | 1      |
| 4.    | 2        | Peter Beil      | Nur aus Liebe M/T: Uwe M. Bowien                    | 0      |
| 4.    | 4.       | Leonie Brückner | Auch du wirst geh’n M/T: Karl Götz                  | 0      |
| 4.    | 6        | René Kollo      | All das Glück auf dieser Welt M/T: Joe Menke        | 0      |

Doch auch Ulla Wiesner konnte mit Paradies, wo bist du? nur den letzten Platz (auch mit null Punkten) erreichen.